# João Paulo Adour
João Paulo Adour da Câmara (Rio de Janeiro, 7 de novembro de 1940 - Rio de Janeiro, 3 de setembro de 2018) foi um ator brasileiro.
Seu último trabalho na televisão foi em Novo Amor na extinta TV Manchete, após este trabalho, abandonou a carreira artística para se dedicar as finanças da família.
Em 3 de setembro de 2018, foi encontrado morto em seu apartamento em Rio de Janeiro. Ele vivia sozinho e provavelmente foi vítima de um infarto.

## Carreira

### Na televisão
| Ano  | Título                     | Personagem                | Notas |
| ---- | -------------------------- | ------------------------- | ----- |
| 1969 | Verão Vermelho             | Eduardo                   |       |
| 1969 | A Ponte dos Suspiros       | —                         |       |
| 1969 | Um Gosto Amargo de Festa   | Rogério                   |       |
| 1970 | Assim na Terra como no Céu | Marcos                    |       |
| 1971 | Bandeira 2                 | Luiz Cláudio              |       |
| 1972 | Selva de Pedra             | Guido                     |       |
| 1973 | O Bem-Amado                | Cecéu Cajazeira Paraguaçu |       |
| 1975 | O Grito                    | Rogério                   |       |
| 1975 | Gabriela                   | Osmundo Pimentel          |       |
| 1977 | Dona Xepa                  | Ivan                      |       |
| 1980 | As Três Marias             | Afonso                    |       |
| 1980 | Olhai os Lírios do Campo   | Ernesto                   |       |
| 1981 | Brilhante                  | Sérgio                    |       |
| 1984 | Corpo a Corpo              | Orlando                   |       |
| 1986 | Novo Amor                  | Miguel                    |       |

### No cinema
- 1968 - As Sete Faces de um Cafajeste .... Sérgio
- 1967 - Cara a Cara .... Amigo